# طوفان دونده
طوفانِ دونده (انگلیسی: The Storm Runner) رمانی نوشته جی.سی. سروانتس است که در سپتامبر ۲۰۱۸ منتشر شد. این دومین کتاب از بین بسیاری از کتاب‌های موجود در «ریک ریوردان پرزنت» و دربارهٔ زین اوبیسپو سیزده ساله است که از عصا برای دور زدن استفاده می‌کند. داستان کوتاه سروانتس در مورد شخصیت‌های کتاب در کتاب گلچین، کارناوال نفرین شده و مصیبت‌های دیگر به‌نمایش درآمد.